# 木曜ドラマ (テレビ朝日)
『木曜ドラマ』（もくようドラマ）は、1982年1月から1985年9月（第1期）、および1987年4月（第2期）からテレビ朝日系列で毎週木曜日の21時 - 21時54分に放送されていた、もしくはされているテレビドラマ枠。

## 概要

### 略歴
- 1971年10月に木曜22時台から木曜21時台に移動してきた「ナショナルゴールデン劇場→ゴールデン劇場」枠が1981年9月をもって終了となり、同年10月より海外ドラマ『ダラス』が編成されたが、3か月後の1982年1月より木曜22時台に移動することとなり、元々ドラマ枠であった木曜22時台と入れ替わる形で木曜21時台の連続ドラマ枠が再開されることになった。
- 開始時は「春の連続推理劇場」と題し、ほぼ1話完結（「嫉妬」のみ前後編）ミステリーものを編成。1982年10月から1年は1クールのドラマが続き、1983年10月からは「木曜9時の女」と題して1か月半ずつの短編を放送。そして1985年4月より再び1クール編成に戻り、ここで「木曜ドラマ」の枠名がつくようになった。同年10月、22時台ベルトに『ニュースステーション』が新設されたことに伴いそれまで水曜22時台に放送していた「特捜最前線」がこの時間に移動し。初代の「木曜ドラマ」は2作品で終了となった。
- 「特捜最前線」終了後の1987年4月からは、1986年10月から月曜21時台に放送されていた「月曜ドラマ9」という1～3回ごとの短編シリーズ枠を引き継ぐ形で、枠名を新たに「ドラマ21」としてスタート。1987年10月 - 1988年3月は1〜3回ごとの短編シリーズの「気ままな女シリーズ」、1988年4月 - 9月は特にシリーズ名はなく『ビートたけしの浅草キッド・青春奮闘編』などに代表される1作品1か月前後のバラエティに富んだドラマ群を放送。そして1988年10月から1990年1月までは「シリーズ街」と題し、実在の街をテーマとする作品を放送。
- 1991年1月から1クール編成が復活し、主に『七人の女弁護士』や『法医学教室の事件ファイル』などに代表されるミステリーものの作品に路線変更、一時期は視聴率は高かったものの1993年以降は視聴率が下がりだして来た。1994年4月期の『彼と彼女の事情』からは路線を変更し、ミステリー作品の頻度を抑え恋愛ものやホームドラマなどの一般的なドラマを主軸に変更。『味いちもんめ』、『家政婦は見た!』、『恋の奇跡』、『菊次郎とさき』、『TRICK』、『黒革の手帖』、『熟年離婚』などのヒット作も生まれたが、この時期は1990年よりスタートした「渡る世間は鬼ばかり」に代表されるTBS木曜9時枠の連続ドラマ枠に押され、平均視聴率が1桁のドラマが多かった。2006年の『下北サンデーズ』は予定より1話短縮となり、人気を博した『菊次郎とさき』の新シリーズや金曜ナイトドラマ枠で人気を博した『特命係長 只野仁』の第4シリーズを放送しても、前作や深夜時代よりもかなり数字を落とす結果となった。その後2009年7月期の『ダンディ・ダディ?〜恋愛小説家・伊崎龍之介〜』は全話1桁と低迷し、『エンゼルバンク〜転職代理人』も初回から1桁で、4%台に落とすなど苦戦していた。以降は全話2桁を保つ作品から、『ハガネの女 Season2』や『聖なる怪物たち』など平均が一桁台の作品もあるなど、作品によってばらつきがあった。
- TBSの連続ドラマが終了した2010年4月期の『同窓会〜ラブ・アゲイン症候群』で全話2桁台をキープし、同年10月期の『ナサケの女』は「渡る世間-」が再開された中でも好調を維持。TBSがファミリー向けから若い世代向けにシフトした「木曜ドラマ9」への変更を尻目に、2012年スタートの『ドクターX〜外科医・大門未知子〜』、2013年スタート『DOCTORS〜最強の名医〜』など、再び平均で15%を超える作品が定番シリーズとして定着。テレビ全体の視聴率が低下傾向にある2020年代に入ってからも、TBS『日曜劇場』枠と並ぶ局の看板枠として同時期の他のドラマ作品より高い視聴率を記録することが多い。
- 番宣PR内ではタイトル名に加え「木曜ドラマ」の表示も出しているが、本放送中はオープニングタイトルでタイトル名のみ表示し、「木曜ドラマ」の表示は出さない。現在枠を遅れネットしている福井放送・テレビ宮崎に配慮したものである。（過去の遅れネット局は後述）

### 編成・クロスプログラム
- 2000年4月から2001年9月まで『ニュースステーション』のフライングスタートに伴い20時54分 - 21時48分の編成をとっていた（『アナザヘヴン〜eclipse〜』から『氷点2001』までがこれに該当）。2001年10月からは21時台のフライングスタート編成が廃止されるも、2002年9月まで（『最後の家族』 - 『サトラレ』が該当）は20時54分 - 21時に番組内容を紹介するミニ番組を別途放送していた。2002年10月より廃止されたが、2022年1月期の『となりのチカラ』は、関東地区のみ同枠でミニ番組を放送、19年3か月振りに事前紹介枠が復活した。しかし、このわくはたった1クールで廃止となっている。
- 直後番組『報道ステーション』への接続は、原則としてクロスプログラム（放送内容紹介）・ステブレ入りだったが、2013年度から『水曜21:00刑事ドラマ』と同じ接続形式に変更した。
- なお2010年4月22日放送分からのクロスプログラムは、直前番組『木曜ミステリー』の出演者が「『（木曜ミステリー枠の作品）』の後は、『（木曜ドラマ枠の作品）』」と言ってから予告映像を流すようになった。
- 2022年秋改編で「木曜ミステリー」が廃枠となったため、木曜日のテレビ朝日系の連続ドラマ枠は当番組だけとなった。また、火曜21時に連続ドラマ枠が新設されたことから、21時枠における連続ドラマが3日連続で放送される形となる。

- 複数シリーズ作品
  - BG〜身辺警護人〜（2018年 - 、2シリーズ継続） - 主演：木村拓哉
  - 未解決の女 警視庁文書捜査官（2018年 - 、2シリーズ継続） - 主演：波瑠
  - ケイジとケンジ〜所轄と地検の24時〜（2020年 - 、2シリーズ継続） - 主演 : 桐谷健太
  - ザ・トラベルナース（2022年 - 、2シリーズ継続） - 主演 : 岡田将生

- シリーズ終了
  - 法医学教室の事件ファイル（1992年 - 2020年、全2シリーズ・SP全47作） - 主演 : 名取裕子
  - 味いちもんめ（1995年・1996年、全2シリーズ） - 主演：中居正広
  - 外科医柊又三郎（1995年 - 1996年、全2シリーズ） - 主演 : 萩原健一
  - TRICK（2000年 - 2014年、全3シリーズ・SP全3作）- 主演：仲間由紀恵、阿部寛 ※第1 - 第2シリーズは金曜ナイトドラマ枠で放送
  - 菊次郎とさき（2003年 - 2004年、全3シリーズ） - 主演：陣内孝則、室井滋
  - 特命係長 只野仁（2003年 - 2012年、全4シリーズ・SP全6作） - 主演：高橋克典 ※第1 - 第3シリーズは金曜ナイトドラマ枠で放送
  - 7人の女弁護士（2006年 - 2008年、全2シリーズ） - 主演 : 釈由美子
  - 交渉人〜THE NEGOTIATOR〜（2008年 - 2009年、全2シリーズ） - 主演：米倉涼子
  - ハガネの女（2010年・2011年、全2シリーズ） - 主演：吉瀬美智子
  - 遺留捜査（2011年 - 2023年、全7シリーズ・SP全11作） - 主演 : 上川隆也 ※本枠で放送されたのは第2シリーズのみ
  - DOCTORS〜最強の名医〜（2011年 - 2015年、全3シリーズ） - 主演：沢村一樹
  - ドクターX〜外科医・大門未知子〜（2012年 - 2021年、全7シリーズ） - 主演：米倉涼子
  - 緊急取調室（2014年 - 2021年、全4シリーズ） - 主演：天海祐希[1]

### 特徴
- 2004年から2010年にかけてオスカープロモーション所属の米倉涼子[注 1]と上戸彩が主演するドラマを1クールずつ放送することが恒例になっていた[注 2]。また、松本清張原作のサスペンス作品『黒革の手帖』『けものみち』『わるいやつら』が制作され、いずれも米倉が主演していた。米倉に関しては2012年以後も10-12月度のドラマを一部の年を除いて主演している。
- 深夜帯の金曜ナイトドラマ枠で放送された作品がこの枠に進出するケースがあり、『TRICK』、『特命係長 只野仁』、『ハガネの女』がそれにあたる。『TRICK』は高視聴率を得たが、後者の2作は深夜放送時よりも数字を落としている。このように結果が振るわなかったためか『ハガネの女』以降はこのような枠移動は行われなくなり、2013年に『信長のシェフ』第2期が木曜20時枠で放送された後は2023年に『家政夫のミタゾノ』第6期が火曜21時枠で放送されるまで金曜ナイトドラマ枠作品のプライム帯移動自体が全く行われなかった。
- 外部制作会社との共同制作を取る作品が大半を占めており、「ドラマ21」開始から1994年4月期の『彼と彼女の事情』に至るまで自社制作の作品がなかった。1990年代中盤からは自社制作の作品が増えたが、そのほとんどで制作会社の全面的な協力を得ている。
- 本放送終了後は一部を除き地上波での再放送は原則行われず、BS・CSでの再放送が主となる。
- 通常1クールは12話前後を指すが、2004年頃から徐々に放送話数が減り始めており、2007年頃からは全8～9話となるパターンが多い。特に4月・10月・1月期の作品は、期首・期末特別番組編成やスポーツ中継などの影響からその月の下旬以後の放送開始となるためである。ただし、『ドクターX〜外科医 大門未知子〜』の第3～7シリーズや『アイムホーム』、『スペシャリスト』、『緊急取調室』の第3シリーズのように全10～11回まで放送されることもある。2022年7月期の『六本木クラス』は、本枠では最長となる全13話で放送された。[2]。

## 作品紹介

### 1980年代前半
1982年
- 春の傑作推理劇場
  - ラストチャンス（原作：草野唯雄）
  - 殺意のブランコ（原作：都筑道夫）
  - ステレオ殺人事件（原作：森村誠一）
  - ひねくれた殺人（原作：海渡英祐）
  - 黒い館の女（原作：小林久三）
  - 嫉妬（原作：藤本義一、全2話）
  - 松本清張の薄化粧の男
  - 妻よ安らかに眠れ（原作：菊村到）
  - その犬の名はリリー（原作：石沢英太郎）
  - 不安な階段（原作：夏樹静子）

- ある晴れた日に
- フジ三太郎（朝日放送との共同制作）

1983年
- さらば女ともだち
- あとは寝るだけ
- 女たちの課外授業
- 紅い陽炎
- 不倫の女 かりそめの未亡人

1984年
- 妻たちの熱い午後
- 乙女座は悪女の匂い
- 乳房よ眠れ
- 訃報は午後二時に届く
- ほとんど離婚
- 妻たちの乱気流
- 悪魔がしのびよる
- 結婚の資格

### 1980年代後半
1985年
- たそがれて思春期
- 息子が恋人
- 未婚の女医の診察室
- ママ、大変だァ!

1987年
- 女ざかり男ともだち
- OLシリーズ
- 41歳主婦 ピカピカの女子大生
- 職場妻vs専業妻華麗な女のたたかい
- 妻と夫のあぶない遊び
- 男と女、究極の不良物語
- 誘われて二人旅
- ときめき非婚時代
- 美人母娘三人、ああ華麗なる結婚サギ
- 私のハートパートナー・離婚カップルの同居物語
- 嫁姑・やせがまんダイエット合戦

1988年
- 気がつけば女三十なかば
- ベッドのおとぎばなし
- 落合夫婦の悪妻だから夫はのびる
- 雪国温泉郷に恋が降る
- 青山ロブロイ物語
- 恋はいつもアマンドピンク
- 隣の未亡人とおかしな二人
- ビートたけしの浅草キッド・青春奮闘編
- 避暑地の猫
- 表通りへぬける地図
- 面影橋・夢いちりん
- 冬の橋　愛しき日々よ

1989年
- 夢運河
- 湾岸通りの天使たち
- 問題の教師
- 二子玉川、轟酒店
- だまされたって、愛されたい
- パンは焼きたて
- オモチャを抱いた大人たち
- ザ・校則
- 六本木スキャンダル
- 幸福の黒いしっぽ
- 夢に見た日々

### 1990年代前半
1990年
- 川は泣いている
- 凪の光景
- 高円寺純情商店街
- 自由の丘に私が残った
- 美しい嘘つけますか
- 私を海まで流して
- 花ある季節
- 東京湾ブルース
- 女の敵は男の敵
- 冬の来る前に

1991年
- 七人の女弁護士（主演：賀来千香子）
- 芸者小春の華麗な冒険（主演：宮本信子）
- 外科病棟女医の事件ファイル（主演：古手川祐子→中原理恵）
- 七人の女弁護士II（主演：賀来千香子）

1992年
- 真夜中は別の顔（原作：シドニィ・シェルダン、主演：黒木瞳）
- 女事件記者立花圭子（主演：斉藤由貴）
- 法医学教室の事件ファイル（第1シリーズ）（主演：名取裕子）
- 大空港'92〜愛の旅立ち〜（主演：植木等）

1993年
- 七人の女弁護士III（主演：賀来千香子）
- セールスレディは何を見た（主演：岸本加世子）
- 法医学教室の事件ファイル（第2シリーズ）（主演：名取裕子）
- 女検事の捜査ファイル（主演：沢口靖子）

1994年
- 新空港物語（主演：植木等）
- 彼と彼女の事情（主演：時任三郎・南果歩）
- 大家族ドラマ 嫁の出る幕（主演：沢口靖子）
- ママのベッドへいらっしゃい（主演：風間トオル）

### 1990年代後半
1995年
- 味いちもんめ（第1シリーズ）（原作：あべ善太・倉田よしみ、主演：中居正広〈SMAP））
- うちの母ですが…（主演：久本雅美）
- 外科医柊又三郎（第1シリーズ）（主演：萩原健一）
- Missダイヤモンド（主演：瀬戸朝香）

1996年
- 味いちもんめ（第2シリーズ）（原作：あべ善太・倉田よしみ、主演：中居正広〈SMAP〉）
- 炎の消防隊（主演：仲村トオル、東幹久）
- 小児病棟・命の季節（主演：中谷美紀）
- 外科医柊又三郎（第2シリーズ）（主演：萩原健一）

1997年
- 流れ板七人（原作：牛次郎・笠太郎、主演：水谷豊）
- 最高の食卓（主演：赤井英和）
- ボディーガード（主演：長渕剛）
- 家政婦は見た!（主演：市原悦子）

1998年
- 愛しすぎなくてよかった（原作：内館牧子、主演：東山紀之〈少年隊〉・りょう）
- 凄絶!嫁姑戦争 羅刹の家（原作：井出智香恵、主演：加藤紀子・山本陽子）
- 女教師（主演：高島礼子）
- 外科医・夏目三四郎（主演：内藤剛志）

1999年
- ニュースキャスター 霞涼子（主演：賀来千賀子）
- 恋の奇跡（原作：もりたゆうこ、主演：葉月里緒奈・菅野美穂）
- てっぺん（原作：万里村奈加、主演：坂井真紀）　
- 恋愛詐欺師（原案：三浦浩子「愛の仮面」、主演：椎名桔平）

### 2000年代前半
2000年
- 恋愛中毒（原作：山本文緒、主演：薬師丸ひろ子）
- アナザヘヴン〜eclipse〜（原作：飯田譲治・梓河人「アナザヘヴン」、主演：大沢たかお）
- つぐみへ…〜小さな命を忘れない〜（主演：鶴田真由・仲村トオル）
- スタイル!（主演：本木雅弘）

2001年
- お前の諭吉が泣いている（主演：東山紀之〈少年隊〉）
- R-17（原作：ももち麗子「問題提起シリーズ」、主演：中谷美紀）
- 氷点2001（原作：三浦綾子「氷点」、主演：浅野ゆう子・末永遥）
- 最後の家族（原作：村上龍、主演：樋口可南子）

2002年
- 婚外恋愛（主演：永作博美）
- 眠れぬ夜を抱いて（原作：野沢尚、主演：財前直見）
- サトラレ（原作：佐藤マコト、主演：鶴田真由・オダギリジョー）
- 逮捕しちゃうぞ（原作：藤島康介、主演：原沙知絵・伊東美咲）

2003年
- 恋は戦い!（主演：本上まなみ）
- 動物のお医者さん（原作：佐々木倫子、主演：吉沢悠）
- 菊次郎とさき（第1シリーズ）（原作：ビートたけし、主演：陣内孝則・室井滋）
- TRICK〜Troisième partie〜（第3シリーズ）（主演：仲間由紀恵・阿部寛）

2004年
- エースをねらえ!（原作：山本鈴美香、主演：上戸彩）
- 電池が切れるまで （原作：すずらんの会・宮本雅史、主演：財前直見）
- 南くんの恋人（原作：内田春菊、主演：二宮和也〈嵐〉・深田恭子）
- 黒革の手帖（原作：松本清張、主演：米倉涼子）

### 2000年代後半
2005年
- 富豪刑事（原作：筒井康隆「富豪刑事」）、主演：深田恭子）
- アタックNo.1（原作：浦野千賀子、主演：上戸彩）
- 菊次郎とさき（第2シリーズ）（原作：ビートたけし、主演：陣内孝則・室井滋）
- 熟年離婚（主演：渡哲也）

2006年
- けものみち（原作：松本清張、主演：米倉涼子・仲村トオル）
- 7人の女弁護士（第1シリーズ）（主演：釈由美子）
- 下北サンデーズ（原作：石田衣良、主演：上戸彩）
- だめんず・うぉ〜か〜（原作：倉田真由美、主演：藤原紀香・山田優）

2007年
- エラいところに嫁いでしまった!（原作：槇村君子、主演：仲間由紀恵）
- ホテリアー（主演：上戸彩）
- 菊次郎とさき（第3シリーズ）（原作：ビートたけし、主演：陣内孝則・室井滋）
- おいしいごはん 鎌倉・春日井米店（主演：渡哲也）

2008年
- 交渉人〜THE NEGOTIATOR〜（第1シリーズ）（主演：米倉涼子）
- 7人の女弁護士（第2シリーズ）（主演：釈由美子）
- 四つの嘘（原作：大石静、主演：永作博美）
- 小児救命（主演：小西真奈美）

2009年
- 特命係長 只野仁（4thシーズン）（原作：柳沢きみお「特命係長 只野仁」、主演：高橋克典）
- 夜光の階段（原作：松本清張、主演：藤木直人）
- ダンディ・ダディ?〜恋愛小説家・伊崎龍之介〜（主演：舘ひろし）
- 交渉人〜THE NEGOTIATOR〜2（主演：米倉涼子）

## ネット局と放送時間

### 現在のネット局
| 放送対象地域   | 放送局                       | 系列                                         | 放送時間           | ネット状況 |
| -------------- | ---------------------------- | -------------------------------------------- | ------------------ | ---------- |
| 関東広域圏     | テレビ朝日（EX）             | テレビ朝日系列                               | 木曜 21:00 - 21:54 | 制作局     |
| 北海道         | 北海道テレビ（HTB）          | テレビ朝日系列                               | 木曜 21:00 - 21:54 | 同時ネット |
| 青森県         | 青森朝日放送（ABA）          | テレビ朝日系列                               | 木曜 21:00 - 21:54 | 同時ネット |
| 岩手県         | 岩手朝日テレビ（IAT）        | テレビ朝日系列                               | 木曜 21:00 - 21:54 | 同時ネット |
| 宮城県         | 東日本放送（khb）            | テレビ朝日系列                               | 木曜 21:00 - 21:54 | 同時ネット |
| 秋田県         | 秋田朝日放送（AAB）          | テレビ朝日系列                               | 木曜 21:00 - 21:54 | 同時ネット |
| 山形県         | 山形テレビ（YTS）            | テレビ朝日系列                               | 木曜 21:00 - 21:54 | 同時ネット |
| 福島県         | 福島放送（KFB）              | テレビ朝日系列                               | 木曜 21:00 - 21:54 | 同時ネット |
| 新潟県         | 新潟テレビ21（UX）           | テレビ朝日系列                               | 木曜 21:00 - 21:54 | 同時ネット |
| 長野県         | 長野朝日放送（abn）          | テレビ朝日系列                               | 木曜 21:00 - 21:54 | 同時ネット |
| 静岡県         | 静岡朝日テレビ（SATV）       | テレビ朝日系列                               | 木曜 21:00 - 21:54 | 同時ネット |
| 石川県         | 北陸朝日放送（HAB）          | テレビ朝日系列                               | 木曜 21:00 - 21:54 | 同時ネット |
| 中京広域圏     | 名古屋テレビ（メ～テレ/NBN） | テレビ朝日系列                               | 木曜 21:00 - 21:54 | 同時ネット |
| 近畿広域圏     | 朝日放送テレビ（ABC TV）     | テレビ朝日系列                               | 木曜 21:00 - 21:54 | 同時ネット |
| 広島県         | 広島ホームテレビ（HOME）     | テレビ朝日系列                               | 木曜 21:00 - 21:54 | 同時ネット |
| 山口県         | 山口朝日放送（yab）          | テレビ朝日系列                               | 木曜 21:00 - 21:54 | 同時ネット |
| 香川県・岡山県 | 瀬戸内海放送（KSB）          | テレビ朝日系列                               | 木曜 21:00 - 21:54 | 同時ネット |
| 愛媛県         | 愛媛朝日テレビ（eat）        | テレビ朝日系列                               | 木曜 21:00 - 21:54 | 同時ネット |
| 福岡県         | 九州朝日放送（KBC）          | テレビ朝日系列                               | 木曜 21:00 - 21:54 | 同時ネット |
| 長崎県         | 長崎文化放送（ncc）          | テレビ朝日系列                               | 木曜 21:00 - 21:54 | 同時ネット |
| 熊本県         | 熊本朝日放送（KAB）          | テレビ朝日系列                               | 木曜 21:00 - 21:54 | 同時ネット |
| 大分県         | 大分朝日放送（OAB）          | テレビ朝日系列                               | 木曜 21:00 - 21:54 | 同時ネット |
| 鹿児島県       | 鹿児島放送（KKB）            | テレビ朝日系列                               | 木曜 21:00 - 21:54 | 同時ネット |
| 沖縄県         | 琉球朝日放送（QAB）          | テレビ朝日系列                               | 木曜 21:00 - 21:54 | 同時ネット |
| 宮崎県         | テレビ宮崎（UMK）            | フジテレビ系列 日本テレビ系列 テレビ朝日系列 | 月曜 22:00 - 22:54 | 遅れネット |
| 福井県         | 福井放送（FBC）              | 日本テレビ系列 テレビ朝日系列                | 土曜 21:00 - 21:54 | 遅れネット |

### 過去のネット局
系列は当時の系列。
| 放送対象地域   | 放送局            | 系列                          | 備考                                          |
| -------------- | ----------------- | ----------------------------- | --------------------------------------------- |
| 青森県         | 青森放送（RAB）   | 日本テレビ系列 テレビ朝日系列 | 青森朝日放送開局まで                          |
| 山形県         | 山形放送（YBC）   | 日本テレビ系列 テレビ朝日系列 | 山形テレビのテレビ朝日系列 ネットチェンジまで |
| 山梨県         | 山梨放送（YBS）   | 日本テレビ系列                | 2001年3月まで                                 |
| 富山県         | 北日本放送（KNB） | 日本テレビ系列                |                                               |
| 鳥取県・島根県 | 山陰放送（BSS）   | TBS系列                       | 2015年9月まで                                 |
| 徳島県         | 四国放送（JRT）   | 日本テレビ系列                | 2004年3月まで                                 |
| 高知県         | 高知放送（RKC）   | 日本テレビ系列                | 2004年3月まで                                 |
| 宮崎県         | 宮崎放送（MRT）   | TBS系列                       | 2009年3月まで                                 |

## 系列外ネット局について
- 福井放送では1995年4月から月曜22時 - 22時54分に遅れネットしていたが、2008年4月の改編により1969年10月以来38年半（前身で1968年4月放送開始の「夜のグランド劇場」から起算すると、ちょうど40年）にわたって日本テレビの土曜ドラマを同時ネットで放送していた土曜21時 - 21時54分に移動し、遅れ幅を縮めるも、遅れネット日時を変えた[注 20]。さらに、後続の同日22時台には水曜刑事ドラマも3日遅れでネットしているため、22時54分までの約2時間にわたりこの2枠が一体化される構成となった[注 21]。
※ ただし、日本テレビの編成上、改編期であるか否かを問わず土曜21時をまたぐスペシャル番組放送時[注 22]、および『24時間テレビ 「愛は地球を救う」』放送時はそちらを優先するため別の時間に差し替えられる（後者について、2008年からは後続枠と2本1セットで7時間半も前倒して放送）。初回や最終回等の時間拡大時には、日本テレビの編成次第で土曜昼に前倒しして放送されることがある[注 23]。
※ なお、日本テレビでは2017年4月より、同年3月18日まで土曜21時台に放送していた『土曜ドラマ』枠と土曜22時枠で放送していた『嵐にしやがれ』を枠交換することが決まった[8]が、福井放送では同年4月22日（テレビ朝日同月20日放送分）以降、本枠は『土曜ドラマ』の差し替え番組ではなく、『嵐にしやがれ』→『SHOWチャンネル』→『土ドラ9』の差し替え番組として継続。[注 24]
- テレビ宮崎ではスポンサードネットによる月曜22時 - 22時54分での遅れネットを2017年4月から開始した（それまでは一部作品について宮崎放送と分け合う形で放送していた）。なお、6分間のミニ番組を挟んで放送される後続番組「news zero」は初回もしくは最終回の拡大版が生じた場合、時差ネットでの放送を行う場合がある。この影響で、前作を「金曜ナイトドラマ」（宮崎放送が枠自体の放映権を持っているため）で放送されていた作品は当枠で編成することが出来なくなった。
- 山陰放送では2013年1月9日から2014年4月2日までは水曜20時 - 20時54分に、2014年4月23日から2015年3月25日までは水曜21時 - 21時54分に、2015年4月から9月までは月曜19時 - 19時54分に、それ以前は一部の作品を除き平日午後のアフタヌーンセレクト枠で放送していた。この当該時間帯はTBS系列の各局が任意編成できるローカルセールス枠であったため[注 25]。
- 1991年10月の青森朝日放送開局までは青森放送で日曜22時 - 22時54分に放送していた。そのため「オシャレ30・30」（現在の「おしゃれクリップ」相当枠）は土曜17時30分に遅れネットした[注 26]。
- 山形放送はネットチェンジする前の1993年3月まで、金曜22時 - 22時54分での放送だった。このため、通常日本テレビ系列でこの時間帯に編成されている「金曜ロードショー」は山形テレビに放映権が移譲され、火曜21時2分 - 22時54分までの時間で「火曜ロードショー」に改題の上放送された。

## 備考
- 『木曜ミステリー』の2時間スペシャルが21時をまたいで放送されるときは本番組は休止となるが、この場合でも21時台のスポンサー枠はそのまま本番組のスポンサーとなる。
- プロ野球日本シリーズの中継が延長された場合、直後の22時台番組が生放送報道番組[注 27]である関係上、番組が休止になるケースがある。1994年10月には「ママのベッドへいらっしゃい」、1998年10月には「外科医・夏目三四郎」、2004年10月には「黒革の手帖」、2006年10月には「だめんず・うぉ〜か〜」、さらに2008年11月6日の「小児救命」、2018年11月1日の「リーガルV〜元弁護士・小鳥遊翔子〜」が放送を休止した。「黒革の手帖」が休止された時はテレビ朝日への抗議が殺到したが、それ以外についてはほとんど抗議はなかったという。
  - その逆に、2023年11月2日放送の『ゆりあ先生の赤い糸』は、直前の日本シリーズ中継が50分延長したのにも関わらず、50分繰り下げて放送した。2024年10月31日放送の『ザ・トラベルナース』も同様の措置を取っている。
- 2011年7月28日放送の『陽はまた昇る』は、直前の『2011年世界水泳選手権』中継がぎりぎりの21時まで伸びたため（通常は20時57分55秒まで、この後5秒ジャンクション）、珍しいステブレレス開始となった。